# Sh2-235
Sh2-235 è una regione H II visibile nella costellazione dell'Auriga; è la nube centrale di un complesso nebuloso molecolare ad essa associato, comprendente altre nebulose vicine e catalogato come G174+2.5.
La sua posizione fisica è all'interno del Braccio di Perseo e mostra sia segni di formazione stellare avvenuti in passato, sia oggetti associati a fenomeni ancora in atto; la regione Sh2-235 è la più attiva del complesso e presenta al suo interno diversi oggetti stellari nelle prime fasi della loro vita, più un gran numero di sorgenti infrarosse e radio. La distanza media è stata stimata essere di circa 5870 anni luce.

## Osservazione

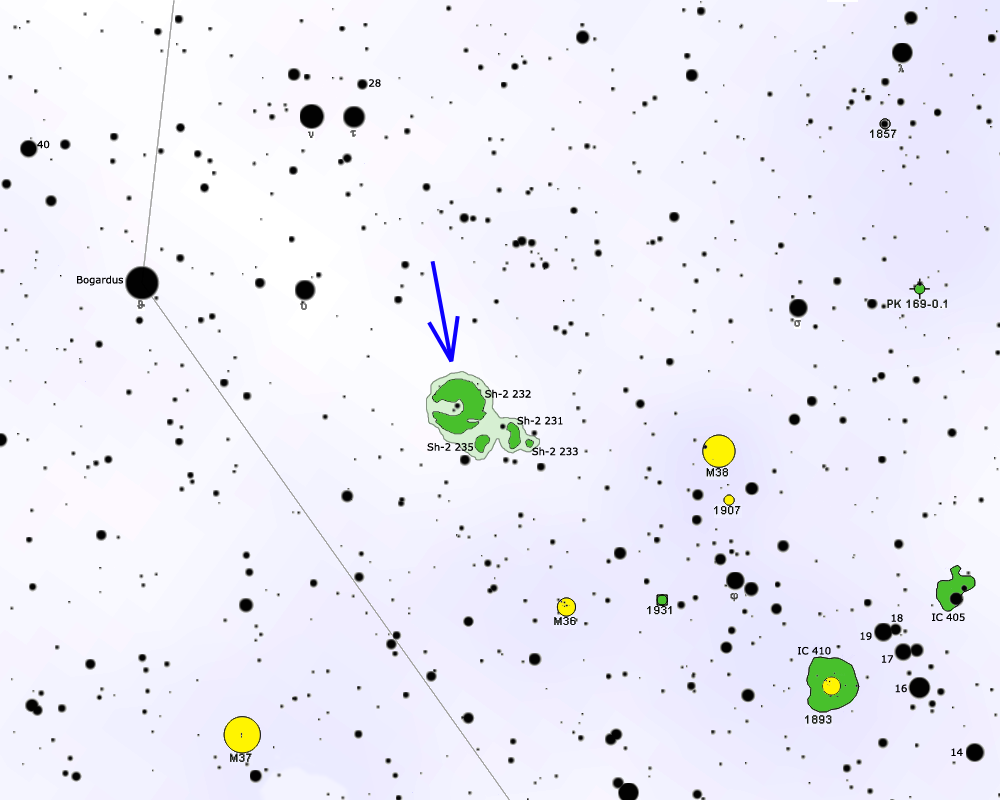
Mappa per individuare la regione di Sh2-235.

Sh2-235 e il sistema di nebulose ad essa associate si individuano nella parte centrale della costellazione dell'Auriga, sul bordo di una regione ricca di stelle di fondo a causa della presenza della scia della Via Lattea; la loro posizione è facilmente recuperabile circa 4° a WSW della brillante stella θ Aurigae, che ha una magnitudine apparente pari a 2,65. Sh2-235 è la nebulosa più brillante del complesso di cui fa parte ed è visibile con un potente telescopio amatoriale o meglio ancora nelle fotografie a lunga esposizione come una macchia chiara molto pallida; le nubi circostanti sono invece visibili specialmente in immagini sensibili al vicino infrarosso.
Il periodo più indicato per l'osservazione di questo sistema nebuloso nel cielo della sera ricade genericamente nei mesi compresi fra novembre e aprile. Dall'emisfero boreale la visibilità è notevolmente facilitata, grazie al fatto che si trova a una declinazione moderatamente settentrionale; attorno al 36°N l'area di cielo che ospita le nebulose è visibile perfettamente allo zenit nelle sere della prima metà dell'inverno. Dall'emisfero australe invece la sua osservazione è resa più difficoltosa, sebbene sia comunque visibile fino a una latitudine di 54°S.

## Struttura

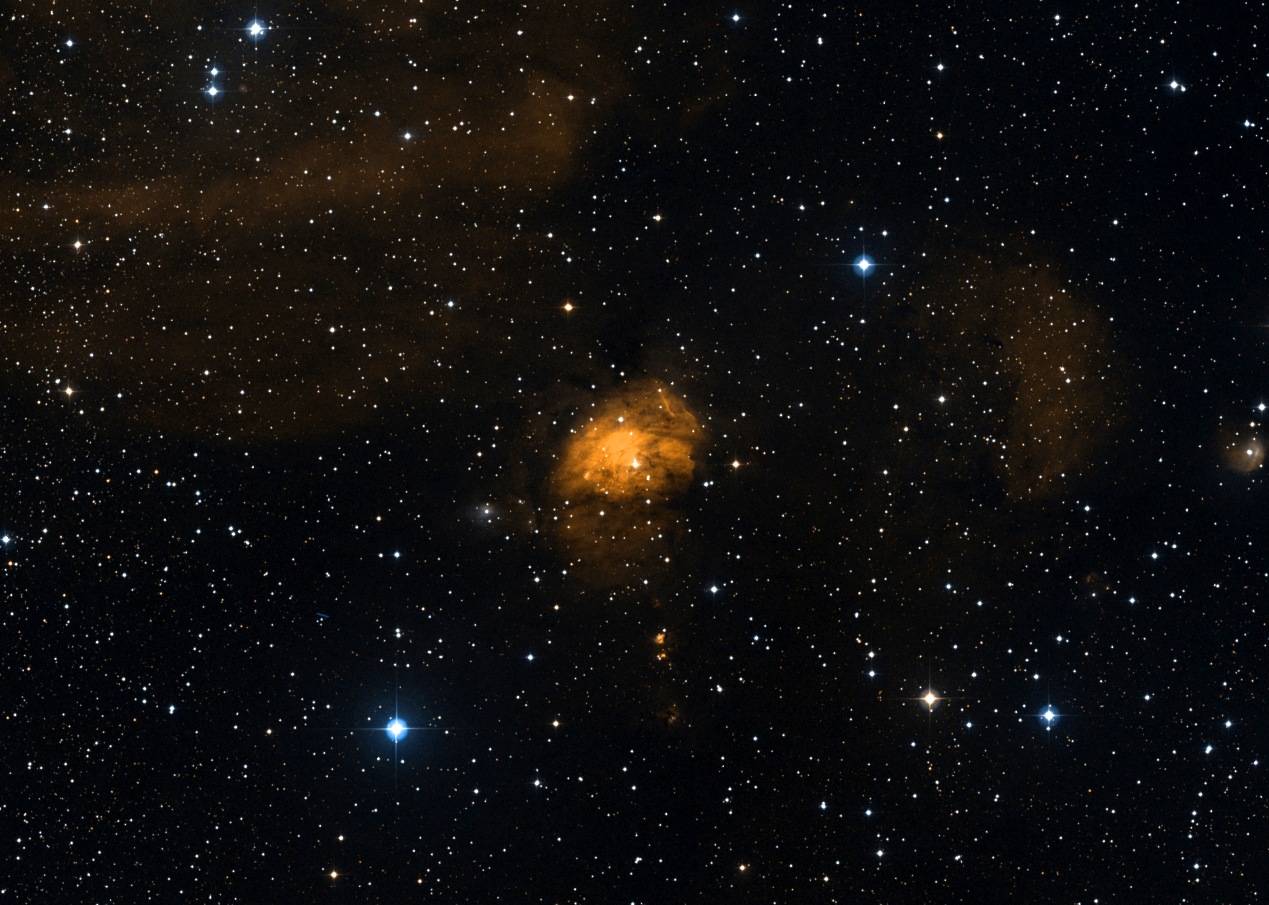
Sh2-235, la nebulosa più brillante del complesso, in cui sono in atto fenomeni di formazione stellare.

Sh2-235 è la nebulosa più centrale e più luminosa di una regione H II nota come G174+2.5; si osserva in direzione della parte settentrionale dell'associazione OB Aur OB1 e comprende le nebulose catalogate come Sh2-231, Sh2-232, Sh2-233 e Sh2-235, individuate come singole nebulose nel censimento delle regioni H II compiuto nel 1959. Sebbene nelle immagini ottiche esse appaiano come nebulose distinte, in realtà appartengono tutte ad un'unica nube molecolare gigante, di cui alcune parti appaiono illuminate da stelle giovani e calde. Questa nube viene a trovarsi nel Braccio di Perseo ad una latitudine galattica che la colloca leggermente decentrata rispetto al centro del disco galattico; le misurazioni della distanza indicano un lasso compreso fra 1600 e 2000 parsec, dunque viene normalmente indicato come pari a circa 1800 parsec (5870 anni luce circa).
Si tratta di una regione H II in una fase molto evoluta, come è testimoniato dal suo aspetto irregolare e disomogeneo. La stella eccitatrice dei gas è una nana blu catalogata come BD+35° 1201, con classe spettrale O9.5V e una magnitudine apparente di 10,54; si tratta anche della stella più luminosa dell'intero complesso. Al suo interno sono presenti tre piccole sottoregioni associate a stelle giovani, che sono state indicate come Sh2-235A, Sh2-235B e Sh2-235C; le prime due sono le più cospicue e presentano al loro interno dei maser ad acqua, un maser a metanolo e uno a monossido di silicio, che essendo associati a oggetti stellari giovani sono una chiara evidenza della presenza di fenomeni di formazione stellare in atto al loro interno. Fra le regioni A e B, circa un primo d'arco a sud del complesso nebuloso principale, è inoltre presente un addensamento di gas molto compatto delle dimensioni inferiori a mezzo parsec, in cui si trova un getto quadripolare, un ammasso di sorgenti infrarosse immerso in profondità nella nube e due sorgenti di onde radio, catalogate come VLA-1 e VLA-2, tutti oggetti che rappresentano diversi stadi iniziali dell'evoluzione stellare; la sorgente radio VLA-1 coincide con uno dei maser rilevati in precedenza, mentre la sorgente VLA-2 si trova nei pressi della regione B e potrebbe essere associata ad una stella in una fase più evoluta.

## Ambiente circostante

Sh2-233, una regione molto compatta in cui hanno luogo fenomeni di formazione stellare.

L'ambiente in cui si trova Sh2-235 è ricco di addensamenti nebulosi in cui si trovano stelle giovani e calde; fra queste, le più estese, anche se non le più luminose e compatte, sono Sh2-231 e Sh2-232, talvolta indicate con l'unica sigla LBN 808. Si tratta di due regioni molto evolute la cui stella ionizzante è situata a metà strada fra le due, ad est del semiarco formato da Sh2-231 e a sudovest del grande complesso di Sh2-232; questa stella è catalogata come ALS 8476, una nana blu di magnitudine 10,79. Il loro grado di evoluzione è testimoniato sia dalla bassa densità elettronica, sia dalla mancanza di una struttura regolare e uniforme.
Sh2-233 è una regione H II di piccole dimensioni, il cui gas viene eccitato da USNO-A2 1200-03588518, una stella gigante brillante azzurra di classe B1.5II; al suo interno è nota una sorgente IRAS catalogata come 05351+3549, mentre non è stato identificato alcun maser. Circa 10 primi d'arco a sudest della regione si trova un addensamento noto come Sh2-233IR e che riporta anche la sigla IRAS 05358+3543; nella regione, profondamente immersi nella nebulosità, si trovano due giovani ammassi aperti, denominati con la loro posizione, NE (cui la sorgente IRAS è associata) e SW. Nella regione sono stati individuati dei maser ad acqua e a metanolo, facendo così intendere che la sorgente IRAS faccia parte di un protoammasso molto giovane, la cui attività è stata captata a più lunghezze d'onda; la polarizzazione appare più debole in direzione dell'ammasso SW. 1,5' a SSE di Sh2-233IR si trova una regione H II ipercompatta catalogata come G173.58+2.45, associata con una grande nube molecolare, al cui interno si trova un piccolo ammasso di stelle giovanissime e ancora in formazione (Classe I e II), più un maser ad acqua.
L'ambiente galattico in cui giace il complesso è il medesimo in cui si trova l'associazione OB Aur OB1; quest'associazione conta 15 stelle principalmente di classe spettrale O e B, cui se ne aggiungono due di classe M e una di classe K. La stella più luminosa dell'associazione è HD 31327, una supergigante blu di classe B2Ib con una magnitudine apparente pari a 9,69; le altre componenti censite hanno delle magnitudini comprese fra la nona e l'undicesima. La distanza media dell'associazione è di circa 1320 parsec (4300 anni luce) ed è centrata sul ben noto ammasso aperto M36.

### Testi generali
- (EN) Stephen James O'Meara, Deep Sky Companions: Hidden Treasures, Cambridge University Press, 2007, ISBN 0-521-83704-9.
- (EN) Robert Burnham, Jr, Burnham's Celestial Handbook:  Volume Two, New York, Dover Publications, Inc., 1978.
- (EN) Chaisson, McMillan, Astronomy Today, Englewood Cliffs, Prentice-Hall, Inc., 1993, ISBN 0-13-240085-5.
- (EN) Thomas T. Arny, Explorations:  An Introduction to Astronomy, 3 updatedª ed., Boston, McGraw-Hill, 2007, ISBN 0-07-321369-1.
- AA.VV, L'Universo - Grande enciclopedia dell'astronomia, Novara, De Agostini, 2002.
- J. Gribbin, Enciclopedia di astronomia e cosmologia, Milano, Garzanti, 2005, ISBN 88-11-50517-8.
- W. Owen, et al, Atlante illustrato dell'Universo, Milano, Il Viaggiatore, 2006, ISBN 88-365-3679-4.
- J. Lindstrom, Stelle, galassie e misteri cosmici, Trieste, Editoriale Scienza, 2006, ISBN 88-7307-326-3.

### Testi specifici

#### Sull'evoluzione stellare
- (EN) C. J. Lada, N. D. Kylafits, The Origin of Stars and Planetary Systems, Kluwer Academic Publishers, 1999, ISBN 0-7923-5909-7.
- A. De Blasi, Le stelle: nascita, evoluzione e morte, Bologna, CLUEB, 2002, ISBN 88-491-1832-5.
- C. Abbondi, Universo in evoluzione dalla nascita alla morte delle stelle, Sandit, 2007, ISBN 88-89150-32-7.
- M. Hack, Dove nascono le stelle. Dalla vita ai quark: un viaggio a ritroso alle origini dell'Universo, Milano, Sperling & Kupfer, 2004, ISBN 88-8274-912-6.

#### Sulla regione di Sh2-235
- Reipurth, B.; Yan, C.-H., Star Formation and Molecular Clouds towards the Galactic Anti-Center (PDF), Handbook of Star Forming Regions, Volume I: The Northern Sky ASP Monograph Publications, Bo Reipurth, dicembre 2008,  p. 869, ISBN 978-1-58381-670-7.

### Carte celesti
- Toshimi Taki, Taki's 8.5 Magnitude Star Atlas, su geocities.jp, 2005. URL consultato il 7 novembre 2010 (archiviato dall'url originale il 5 novembre 2018). - Atlante celeste liberamente scaricabile in formato PDF.
- Tirion, Rappaport, Lovi, Uranometria 2000.0 - Volume I - The Northern Hemisphere to -6°, Richmond, Virginia, USA, Willmann-Bell, inc., 1987, ISBN 0-943396-14-X.
- Tirion, Sinnott, Sky Atlas 2000.0, 2ª ed., Cambridge, USA, Cambridge University Press, 1998, ISBN 0-933346-90-5.
- Tirion, The Cambridge Star Atlas 2000.0, 3ª ed., Cambridge, USA, Cambridge University Press, 2001, ISBN 0-521-80084-6.